# Ann Fernholm
Ann Fernholm, född 11 september 1969, är en svensk doktor i molekylär bioteknik. Hon disputerade 2001 och har sedan dess arbetat som vetenskapsjournalist och författare. Hon har uppmärksammats för sina böcker om socker i kosten och dess relation till fetma och diabetes.
2010 belönades en artikel som Fernholm skrivit med SFVJ:s pris ”för god och granskande vetenskapsjournalistik”.
Fernholm har efterfrågat en skatt på socker.